# Afriberina nobilitaria
Afriberina nobilitaria är en fjärilsart som beskrevs av Otto Staudinger 1892. Afriberina nobilitaria ingår i släktet Afriberina och familjen mätare. Inga underarter finns listade i Catalogue of Life.